# Passow (Uckermark)
Pour les articles homonymes, voir Passow.

Vue de l'église de Passow

Passow est une commune allemande de l'arrondissement d'Uckermark dans le Brandebourg. Elle regroupe les villages de Passow, Briest, Jamikow, Schönow et les quartiers d'Ausbau et de Wendemark. Sa population était de 1 622 habitants en 2008.

## Architecture et tourisme
- Briest: église du XIIIe siècle
- Janikow: église du XIIIe siècle, et manoir

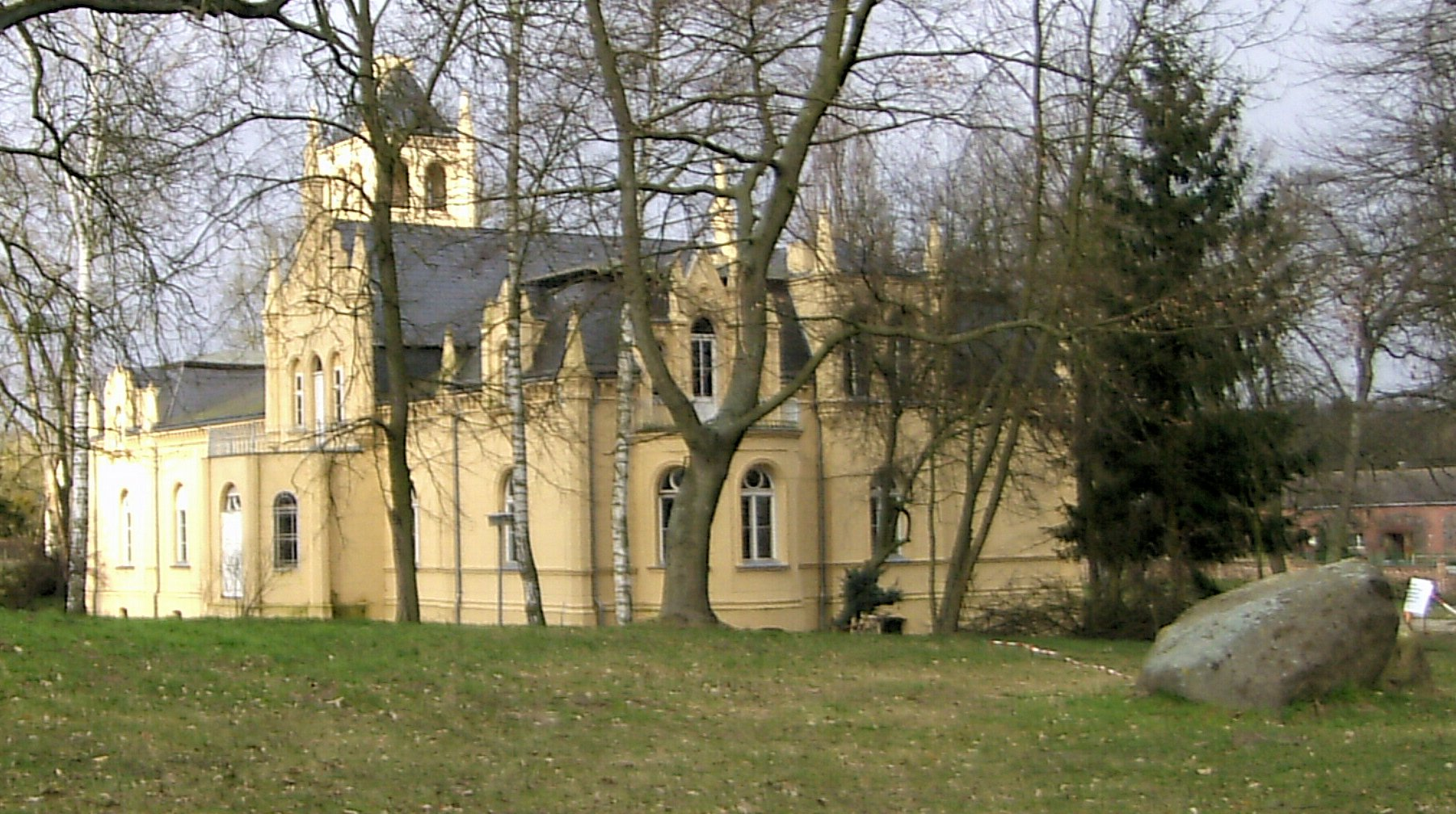
Manoir de Schönow

- Passow: église du XIIIe siècle, fermes typiques brandebourgeoises
- Schönow: église du XIIIe siècle, manoir néogothique (1830-1840)